# Aeroportul Internațional King Abdulaziz
Aeroportul Internațional King Abdulaziz (în arabă مطار الملك عبد العزيز الدولي) (IATA: JED, ICAO: OEJN) este un aeroport din Provincia Mecca, Arabia Saudită ce deservește zona Jeddah. Aeroportul a fost tranzitat în 2021 de 14.117.611 pasageri. A fost deschis în 1981 și numit după Ibn Saud al Arabiei Saudite.
Situat la o altitudine de 14 m, aeroportul dispune de 3 piste.

## Infrastructură

### Piste
Aeroportul dispune de 3 piste: 
- pista 16C/34C din asfalt, cu dimensiunile 4.000 m × 60 m
- pista 16R/34L din asfalt, cu dimensiunile 3.800 m × 60 m
- pista 16L/34R din asfalt, cu dimensiunile 4.000 m × 60 m